# Gaoligonga
Gaoligonga is een geslacht van spinnen uit de  familie van de Mysmenidae.

## Soorten
- Gaoligonga changya Miller, Griswold & Yin, 2009
- Gaoligonga zhusun Miller, Griswold & Yin, 2009